# Phytomia ephippium
Phytomia ephippium är en tvåvingeart som först beskrevs av Mario Bezzi 1912.  Phytomia ephippium ingår i släktet Phytomia och familjen blomflugor.
Artens utbredningsområde är Kenya. Inga underarter finns listade i Catalogue of Life.